# Operation Homecoming: Writing the Wartime Experience
Pour plus de détails, voir Fiche technique et Distribution.
Operation Homecoming: Writing the Wartime Experience est un film américain réalisé par Richard E. Robbins, sorti en 2007.

## Synopsis
Basé sur des textes de soldats américains, le documentaire s'intéresse à la guerre d'Irak et à la guerre d'Afghanistan.

## Fiche technique
- Titre : Operation Homecoming: Writing the Wartime Experience
- Réalisation : Richard E. Robbins
- Scénario : Colby Buzzell, Edward Parker Gyokeres, Sangjoon Han, Ed Hrivnak, Jack Lewis, John McCary, Denis Prior, Michael Strobl et Brian Turner
- Musique : Ben Decter
- Photographie : Jason Ellson
- Montage : Gillian McCarthy
- Production : Richard E. Robbins
- Société de production : Steep Productions et The Documentary Group
- Pays :  États-Unis
- Genre : Documentaire
- Durée : 81 minutes
- Dates de sortie : 
  -  États-Unis : 9 février 2007

## Distinctions
Le film a été nommé à l'Oscar du meilleur film documentaire en 2008.